# Johannes Freitag

Bischofswappen von Johannes Freitag

Johannes Freitag (* 24. Juni 1972 in Knittelfeld, Steiermark) ist ein österreichischer römisch-katholischer Geistlicher und Weihbischof der Diözese Graz-Seckau.

## Leben
Johannes Freitag kam 1972 in Knittelfeld zur Welt und wuchs im Spielberger Ortsteil Lind auf. Nach seiner Matura am Bundesoberstufenrealgymnasium Monsbergergasse in Graz trat er 1992 in das Priesterseminar der Diözese Graz-Seckau ein und studierte Theologie an der Katholisch-Theologischen Fakultät der Universität Graz. Er schloss das Studium 1999 mit einer pastoraltheologischen Diplomarbeit zum Modell des Pfarrverbandes am Beispiel seiner Geburtspfarre Knittelfeld ab.
Von 1999 bis 2000 absolvierte er ein Pastoralpraktikum in der Pfarre Fernitz (Graz-Umgebung). Am 12. Dezember 1999 wurde er durch Diözesanbischof Johann Weber im Grazer Dom zum Diakon und am 25. Juni 2000 zum Priester geweiht. Anschließend fungierte er als Kaplan und Dekanatsjugendseelsorger in den Pfarren Murau und St. Peter am Kammersberg sowie Judenburg-St. Nikolaus, bevor er 2006 Pfarrer des Pfarrverbandes Trofaiach-Vordernberg-St. Peter-Freienstein wurde. Von 2013 bis 2015 war er unter Diözesanbischof Egon Kapellari Pastoralamtsleiter der Diözese Graz-Seckau. 2012 schloss er nebenberuflich ein MBA-Studium an der Wirtschaftsuniversität Wien ab. Seit 1. September 2023 leitete er den Seelsorgeraum an der Eisenstraße mit den weiteren Pfarren Eisenerz, Hieflau und Radmer. Zudem war er seit 2002 Beauftragter der Diözese für Rundfunk- und Fernsehübertragungen im ORF und als solcher auch mit professionellen Rundfunk- und Fernsehsprechern in der Priesteraus- und -fortbildung aktiv. Zum Zeitpunkt seiner Ernennung war er zugleich im Vorstand des steirischen Priesterrats tätig.
Von 2021 bis 2025 war Johannes Freitag Militärseelsorger in der Militärpfarre beim Militärkommando Steiermark, seit 2023 mit dem Dienstgrad eines Militäroberkuraten.
Papst Franziskus ernannte ihn am 31. Jänner 2025 zum Titularbischof von Guzabeta und Weihbischof in Graz-Seckau. Die Bischofsweihe fand am 1. Mai 2025 im Grazer Dom statt. Hauptkonsekrator war der Diözesanbischof der Diözese Graz-Seckau Wilhelm Krautwaschl. Der Salzburger Erzbischof und Metropolit der Kirchenprovinz Salzburg Franz Lackner und Militärbischof Werner Freistetter waren Mitkonsekratoren.
Der Wahlspruch Weihbischof Freitags, der auch als Bischofsvikar für Synodalität wirkt, lautet: „Die Freude am Herrn: eure Stärke!“ (Neh 8,10).

## Auszeichnungen
- 2010: Geistlicher Rat
- 2023: Konsistorialrat